# 학산면 (영암군)
학산면(鶴山面)은 대한민국 전라남도 영암군의 면이다. 넓이는 61.92 km2이고, 인구는 2011년 3월 31일을 기준으로 1,164세대 2,289명이다. 삼호읍과 목포시하고 많이 교류하며, 그로 인해 정작 영암읍에 대한 의존도는 크지 않다. 동아보건대학교가 면사무소 소재지인 독천리에 있고, 예로부터 낙지로 유명한 곳이다.

## 법정리
- 금계리
- 독천리
- 매월리
- 묵동리
- 상월리
- 신덕리
- 용산리
- 용소리
- 은곡리
- 학계리

## 교육
- 동아인재대학교